# Polly Higgins
Pauline Helène Higgins (Glasgow, 4 de julho de 1968 – Stroud, 21 de abril de 2019), mais conhecida como Polly Higgins, foi uma advogada, escritora e ecologista escocesa. Foi descrita pelo The Guardian como “uma das figuras mais inspiradoras do movimento verde”.

## Biografia
Higgins começou seus estudos na Escócia, em Aberdeen e Glasgow, e os terminou em Utrecht, nos Países Baixos Tendo descoberto tardiamente sua vocação ecologista, ela abandonou a advocacia em direito cível, vendeu sua casa para poder se dedicar definitivamente à defesa do meio-ambiente. Na esteira de suas campanhas de pressão nos organismos internacionais, ela popularizou o conceito de ecocídio como crime internacional.
Em 2010, ela apresentou na Comissão de direito internacional das Nações Unidas uma proposta de emenda ao Estatuto de Roma com a finalidade de classificar o crime de ecocídio como o quinto Crime contra a paz, ao lado dos crimes já reconhecidos internacionalmente: Genocídio, Crime contra a humanidade, Crime de guerra e Guerra de agressão.
Em 22 de janeiro de 2013, ela inspirou e acompanhou o lançamento oficial no Parlamento Europeu da campanha “End Ecocide in Europe”, que tornou-se em seguida movimento “End Ecocide on Earth”.
Ela morreu de um câncer fulgurante na idade de 50 anos, após ter criado a ONG Earth Protectors que continua sua luta.
Sua primeira vitória foi póstuma, quando a Republica de Vanuatu propôs uma emenda ao Estatuto de Roma a fim de reconhecer o ecocídio como crime internacional.

## Publicações selecionadas
Livros
- Eradicating Ecocide: Laws and Governance to Prevent the Destruction of Our Planet (2010)[7]
- Earth Is Our Business: Changing the Rules of the Game (2012) (ISBN 978-0856832888)
- I Dare you to be Great (2014) (ISBN 978-1909477469)
- Dare to be Great (2020) (republicação com nova introdução e apêndices)

Artigos
- Higgins, Polly; Short, Damien; South, Nigel (2013). «Protecting the planet: A proposal for a law of ecocide». Crime, Law and Social Change. 59 (3): 251–266. doi:10.1007/s10611-013-9413-6